# (10030) Philkeenan
(10030) Philkeenan (1981 QG) – planetoida z pasa głównego asteroid okrążająca Słońce w ciągu 5,37 lat w średniej odległości 3,06 j.a. Odkryta 30 sierpnia 1981 roku.